# 龍泉寺 (名古屋市守山区)
龍泉寺（りゅうせんじ）は、愛知県名古屋市守山区竜泉寺にある天台宗の寺院。

## 概要
「松洞山大行院」と号する。また「竜泉寺」とも表記される。名古屋城を鎮護する尾張四観音のひとつ。尾張三十三観音霊場の第二十五番札所である。本尊は馬頭観音。

## 歴史
「沙石集」によれば、尾張龍泉寺は龍王が一夜のうちに造立した寺で、馬頭観音が出た池の跡が見えるとされている。これを原型としたと思われる「龍泉寺記」（宝暦5年（1755年）記）には、延暦年間に伝教大師最澄が熱田神宮参籠中に龍神のお告げを受け、多々羅池畔で経文を唱えると、池から龍が昇天すると同時に馬頭観音が出現したので、これを本尊として祀ったのが開基とされている。
一方、弘法大師空海も、熱田神宮参籠中に熱田の八剣のうち三剣をこの龍泉寺に埋納したといわれ、これより龍泉寺は熱田の奥の院とされてきた。
龍泉寺は庄内川を望む高台にあり、庄内川、崖、湿地に囲まれた要害の地であって濃尾平野を一望できるため、古くから戦闘の際には軍事的価値を認められて陣を置かれることが多かった。弘治2年（1556年）織田信行が城を築いたと言われ、永禄3年（1560年）の桶狭間の戦いの前には、清須城北東方面の防衛線を築くために織田信長が一隊を龍泉寺に派遣している。天正12年（1584年）の小牧・長久手の戦いの際には、小幡城に進出した徳川家康を討つべく羽柴秀吉が陣を張ったが（このことが後に「一夜堀」の伝説を生んだ）、秀吉が退却するときに放火されて建物が焼失した。慶長3年（1598年）に近辺の寺院密蔵院の僧侶秀純によって再興されたが、明治39年（1906年）2月に再び放火され、多宝塔、仁王門、鐘楼を除く全てが焼失した。その焼跡から、慶長大判切2枚、慶長小判98枚の入った小判容器が発掘され、これが基金となって本堂が再建されたというエピソードがある。
多宝塔は明治28年（1895年）に建造されたものである。

## 龍泉寺城
上述のように尾張の歴史上、龍泉寺は何度か軍事施設として使われたこともあり、「龍泉寺城」とされることもある。現在でも境内の周囲の一部には空堀状の跡が残されているほか、境内裏側の日本庭園の横には三層の模擬天守が建てられている。これは、重要文化財の木造地蔵菩薩像や円空仏などを所有する宝物館を兼ねている。毎週日曜開館。

## 文化財
重要文化財
- 仁王門 - 慶長12年（1607年）建立。入母屋造杮（こけら）葺きの楼門。
- 木造地蔵菩薩立像

名古屋市指定文化財
- 木造馬頭観音および熱田大明神・天照皇太神立像(附:千体仏)

## 主な年中行事
- 修正会（12月31日～1月6日）
- 開宗記念法要（1月26日）
- 節分会・星供（2月3日）
- 彼岸会（春分の日及び秋分の日の前後7日間）
- 灌仏会（4月8日）
- 盂蘭盆会（7月13日～17日）
- 盆施餓鬼会（8月17日）

## ギャラリー

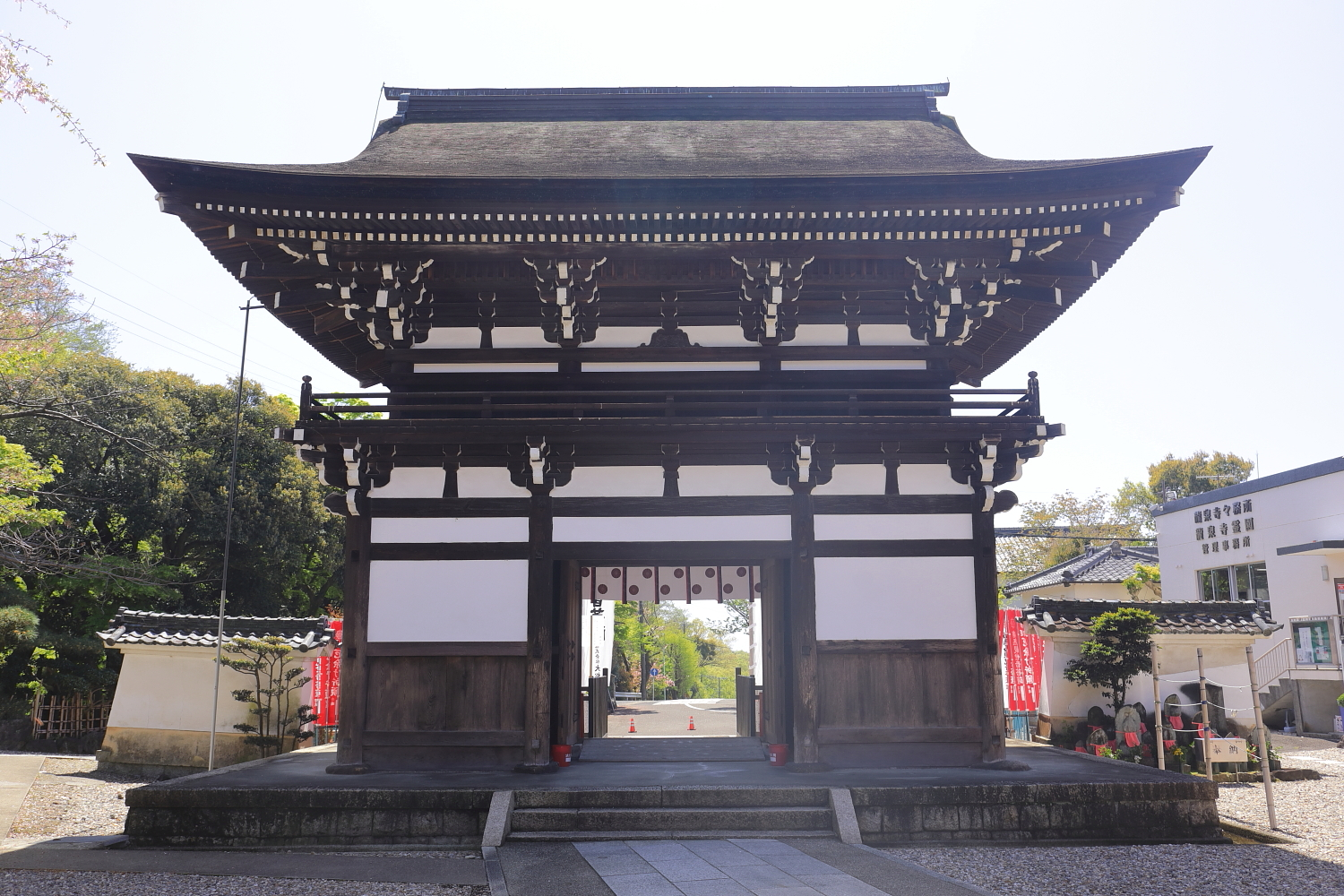
仁王門北面 （2021年（令和3年）4月）
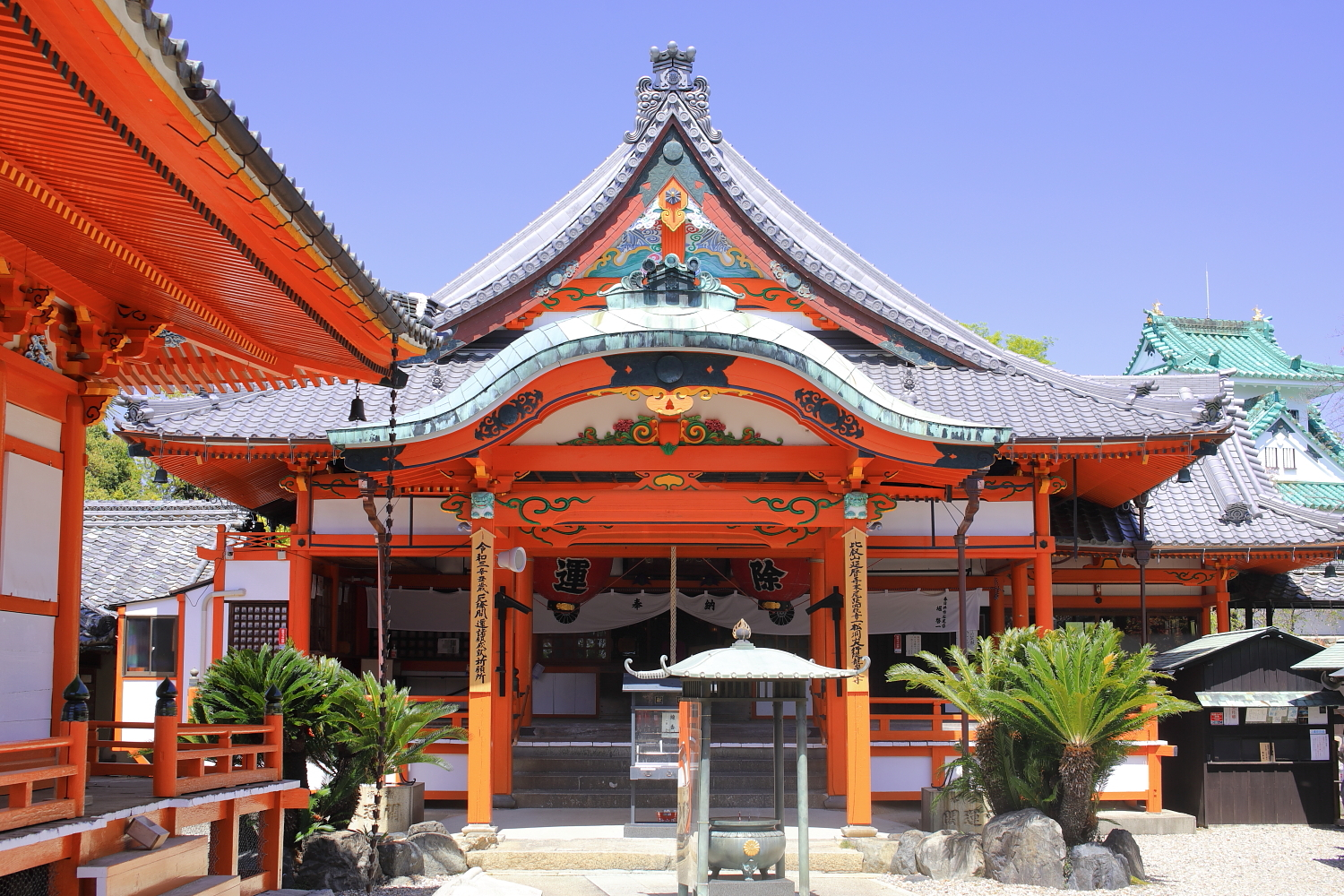
本堂 （2021年（令和3年）4月）
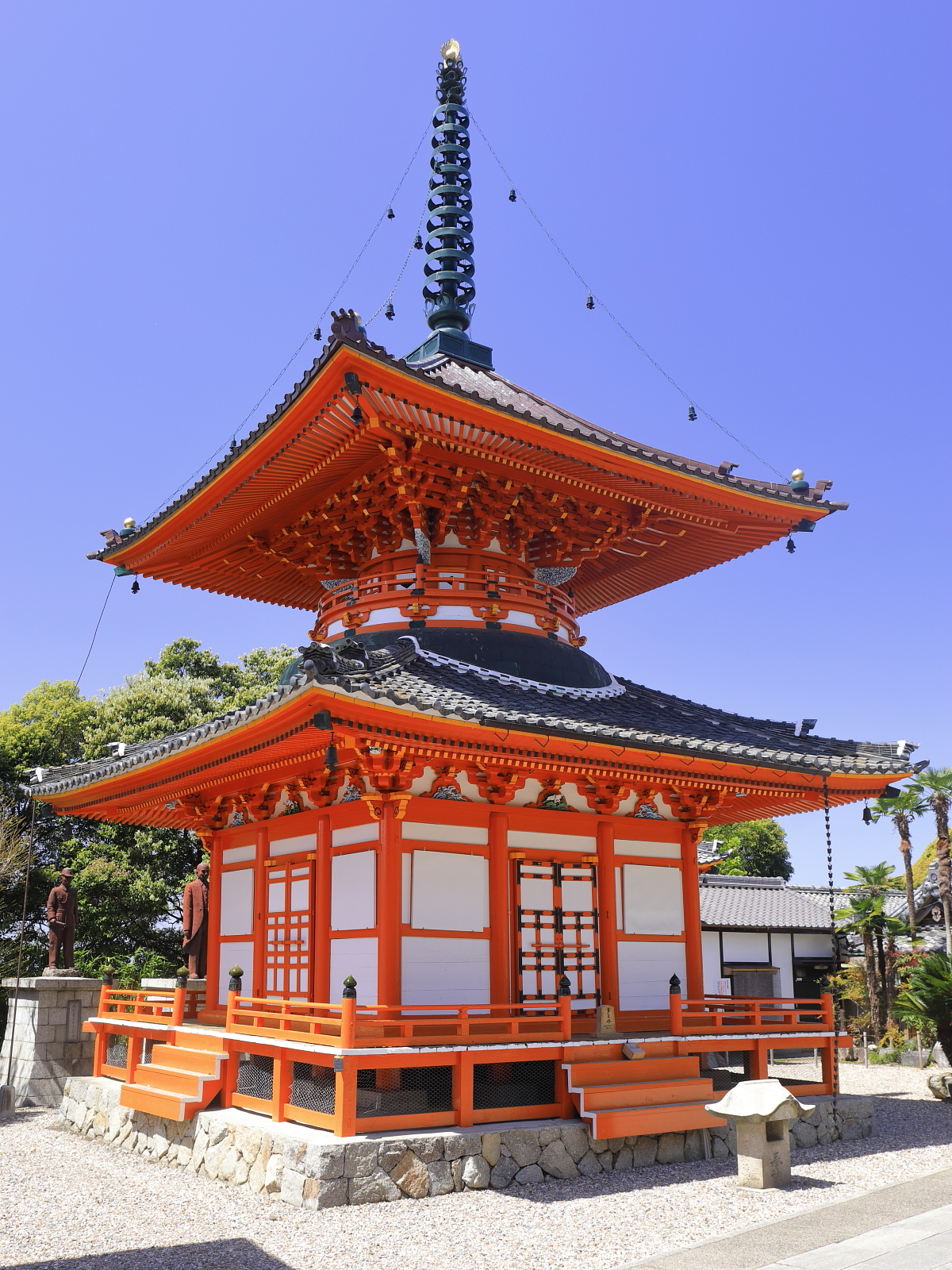
多宝塔 （2021年（令和3年）4月）
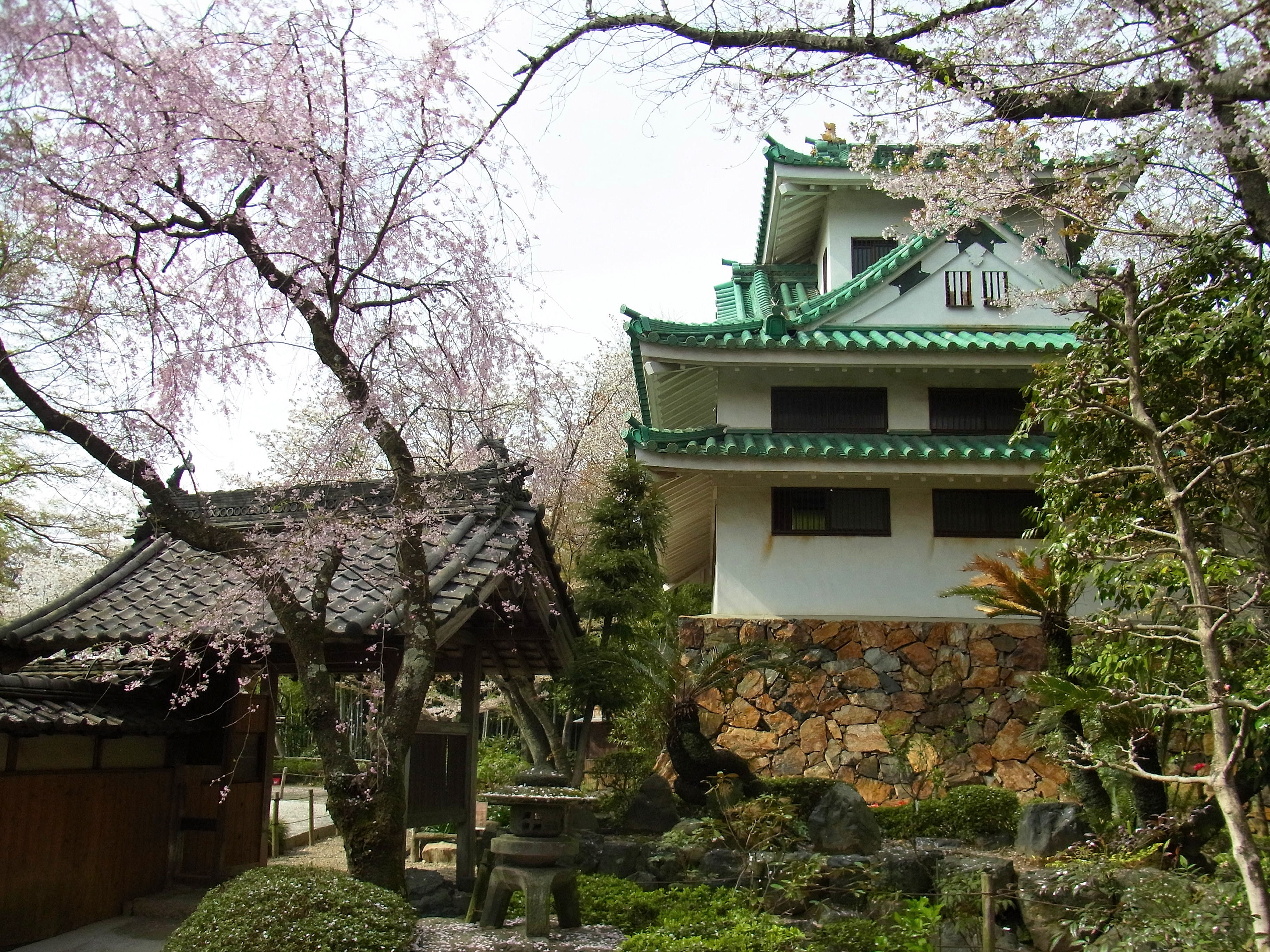
模擬天守（宝物館となっている） （2012年（平成24年）4月）
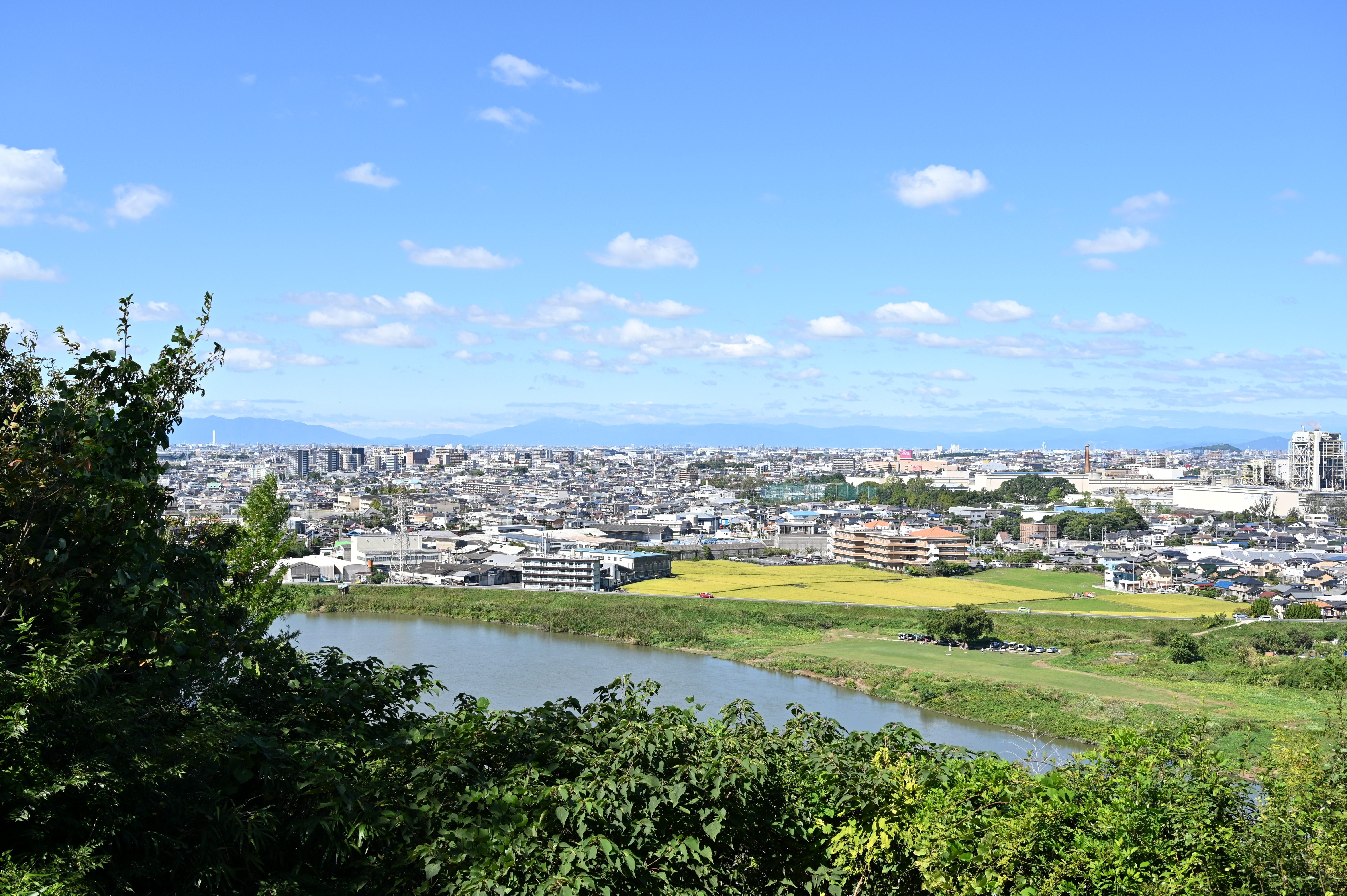
展望台から庄内川と春日井市街を望む （2020年（令和2年）10月）

## 所在地
- 愛知県名古屋市守山区竜泉寺1丁目902番地

## 交通アクセス
名古屋ガイドウェイバス志段味線（ゆとりーとライン）
「竜泉寺口」または「竜泉寺」停留所下車。ともに徒歩で約3分。
自動車
名古屋第二環状自動車道（名二環）の小幡インターチェンジ、または松河戸インターチェンジより北東へ約5分。

## 周辺
- 庄内川
- 竜泉寺の湯（日帰り温泉施設）
- 愛知県道15号名古屋多治見線（通称：竜泉寺街道）
- 小幡緑地
- 吉根城跡